# 数学ガール
『数学ガール』（すうがくガール）は、結城浩による、数学を題材にした小説の書名であり、その後のシリーズ名でもある。2007年に第1作『数学ガール』が刊行され、その後、第2作『フェルマーの最終定理』、第3作『ゲーデルの不完全性定理』、第4作『乱択アルゴリズム』、第5作『ガロア理論』、第6作『ポアンカレ予想』が続いた。2010年12月時点でシリーズ累計10万部。2014年日本数学会出版賞受賞。
関連作品に「数学ガールの秘密ノート」シリーズ、講演集『数学ガールの誕生』がある。

## 概要
数学が趣味の高校2年生「僕」と同じく数学を趣味とするクラスメイトのミルカ、そして数学に興味を持つ後輩のテトラ、「僕」の従妹の中学生ユーリの4人が高校数学の延長から過去の超難問まで様々な問題を解きながら数学の世界を旅していく。小説のように話が展開していくが実際は数学の問題を解く部分が大半で、見方によっては一般向け数学書ともとれる。

## あらすじ

### 『数学ガール』
高1の春、入学式の後、「僕」は一人の少女に出会う。少女・ミルカは挨拶の代わりに数列を唱え、「僕」はその数列の続きで返答した。1年後、4月の終わりに「僕」はもう一人の少女に校門で手紙を渡される。高校に入学して間もない少女・テトラの書いたその手紙の中身は、「僕」に数学を教えてもらいたいという内容のものだった。

### 『フェルマーの最終定理』
「僕」の従妹のユーリは中学2年生。ある休日ユーリはいつものように「僕」の部屋に入り浸って本を読んでいるとき、ふとしたことから「僕」に数学を教えてもらうことになる。「僕」はミルカやテトラ、そしてユーリとともに数学の世界を旅していきピタゴラスの定理、素数、背理法などの問題を解いていく。「群論は明日だ」ミルカは確かにそう言った。しかし、その約束は守られなかった。

### 『ゲーデルの不完全性定理』
年が明け、新学期も始まったが、「僕」はいつものように平日の放課後にミルカやテトラと数学の勉強をし、休日はユーリに数学を教えていた。「お兄ちゃん、ゲーデルの不完全性定理って知ってる？理性の限界を証明した定理なんだって」とユーリが話していたことを「僕」がミルカに伝えると、表情が険しくなった。「理性の限界……その理解はまずい」ミルカは、みんなで図書館に集まって、じっくりとこの話をしようと提案する。

### 『乱択アルゴリズム』
高校最後の年、「僕」は新入生の少女・リサに出会う。図書室でリサ、テトラと3人で話をする「僕」。テトラはアルゴリズムの勉強を始めたという。ミルカも現れアルゴリズムの解析について解説する。仲のいい男の子が転校することに動揺するユーリ、ひとりでも問題に取り組む決意を新たにするテトラ、母親とうまくいかず心を閉ざすリサ、テトラに論文発表をしてほしいというミルカ、受験を控え進路に悩む「僕」。ミルカの亡くした兄との果たされなかった約束、「約束は意志の表明だ」というミルカに「僕」は応えられない。

### 『ガロア理論』
受験生の「僕」は夏休み初日から風邪をひいてしまう。ユーリとのあみだくじの話からテトラも交えて病室で群論を研究する3人。ユーリとテトラが帰り、「僕」が夢ごこちのときにミルカも病室を訪れてノートに書き込みを残す。数日後、回復した「僕」は高校の図書室でミルカ、テトラ、さらに懇願してついてきたユーリも入れて再び群論を語り合う。ある日、「僕」は図書室でテトラと村木先生の課題を解いていたが、そこへミルカも加わり「くびきをともにする数」と方程式の関係を見抜いた天才ガロアに思いをはせていく。

## 登場人物

### 主要登場人物
『ゲーデルの不完全性定理』で学年が一つ上がっているが、これ以降に登場したリサ以外は、初登場時の学年を記載している。
「僕」
本作品の主人公。本作品は彼の視点を通して語られる。高校2年生。名前は不明。中学の頃は3年間ずっと放課後に図書館で数式を展開する生活を続けていた。高校ではミルカやテトラとともに数学の問題に明け暮れる。
眼鏡をかけているという事以外、身体的な特徴は不明。運動は苦手。一人っ子。基本的には大人しい性格だがミルカやテトラの数学のセンスにコンプレックスを抱いたり、数学の問題がうまく解けないときに悔しがったりするなど負けず嫌いの部分もある。またミルカが交通事故に遭ったときは学校から飛び出して病院に走っていくなど、感情的な行動に走ることもある。年頃の男の子らしくミルカやテトラを女の子として意識している描写が見られるが、自分から積極的に恋愛のアプローチをしたことはない。ユーリに対して特別な感情を抱いている描写は特になかったが、ユーリが同級生の男の子と仲良くしている話を聞いて不機嫌になるなど、やきもちを焼くこともあった。
作中ではミルカや村木先生の出す問題を解くこともあればテトラやユーリに数学を教えることもあり、生徒役と指導役の両方をこなしている。大勢の前で話すのは苦手だが、テトラやユーリに数学を教えているときはよどみなくしゃべっている。ミルカと違い、テトラに数学以外のことを教えることもある。あるときは一般的な勉強方法の話や、人間心理に関する話をしたことがあった。一方ユーリに対しては数学に関することしか教えていない。
夜、自室で一人静かに数学を勉強する時間が気に入っている。部屋にキャンディを入れた瓶を置いてあるが、よく中身をユーリに食べられる。勉強中はよく母親にココアの差し入れをもらっている。コーヒーを希望しているのだが聞き入れてくれないらしく、子ども扱いされていると不満に思っている。
一人称はもちろん「僕」。ミルカは「君」、テトラは「先輩」、ユーリは「お兄ちゃん」、エィエィは「あんた」と呼ぶ。
数学の才能を開花させていくテトラや、アメリカへの留学を決めたミルカと自分を比較して一時は自己嫌悪に陥ったが、自分の「人に教えるのがうまい」という才能を再確認し、自信を取り戻す。
後に高校の数学教師として働くようになり、村木先生と同じように生徒に数学のカードを渡している。
ミルカ
「僕」と同じクラスの、高校2年生の女の子。入学式の後、教室を抜け出した「僕」と桜の木の下で出会ってからは「僕」と一緒に数学の世界を旅している。
背が高く、黒髪のロングヘアーで凛とした雰囲気の美少女。メタルフレームの眼鏡をかけている。『フェルマーの最終定理』では交通事故のときに眼鏡を壊してしまったが、その後も曲率を少し変えただけで似たタイプのフレームを使っている。「僕」曰く「近づくと柑橘系の香りがする」らしい。
「僕」と同じく運動は苦手。数学は学年トップ。兄が1人いたが、ミルカが小学3年生のときに亡くなっている。
あまり相手の都合を考えずに行動するタイプ。「僕」のノートに勝手に書き込んだり、「僕」の都合も考えず話しかけたりすることから、自由奔放な人だと「僕」が評したことがある。また「僕」がいないときにはあまり数学に興味のないクラスメイトの都宮に話しかけるなどして、うんざりさせていたこともある。その一方で、自分をないがしろにされていると感じると途端に不機嫌になる。例えば「僕」に自分の話を無視される、あるいは上の空で聞かれると非常に機嫌が悪くなる。また、黙って見えないところに行かれても機嫌が悪くなる。
自分が興味のない第三者がからむとさらに行動がエスカレートする。図書室で「僕」に数学を教えてもらっている（まだミルカと全く面識のなかった）テトラの椅子をいきなり蹴飛ばしたり、「僕」との待ち合わせ場所にテトラがいただけで「僕」の足を思い切り踏みつけて一人で帰ってしまったりしたこともある。もっとも、テトラと仲良くなってからはこのような行動に走ることはなくなった。「僕」に対して単なる友人以上の感情を抱いているともとれるが、ミルカの内面を描写するシーンがほとんどないため真意は不明。
テトラのことを「可愛い」と評価したことがある。同時に、自分は「あんなに可愛くなれない」と「僕」につぶやいたことがある。
基本的に真っ直ぐ相手の目を見て話すが、ほめられたときなどは照れ隠しなのか視線をそらすことがある。
大の数学好き。双倉図書館の双倉博士の研究会を聞きに行ったり、本や論文で学んだと自分で言っている。『フェルマーの最終定理』で登校中にトラックにはねられて3日ほど入院したときも「退屈だから数学しよう」と、「僕」とテトラを見舞いに来させたことがある。また普段は冷静で落ち着いた雰囲気を見せているが、数学の話になると途端に饒舌になる。初対面の「僕」に挨拶の代わりに数列の問題を投げかけるなど、誰が相手であってもほとんど数学の話題しか口にしない。
数学のセンスがあると分かればその相手を気に入る傾向がある。例えば、ミルカは当初テトラのことをほとんど相手にしていなかった（むしろ邪魔者扱いしていた節があった）。しかし「僕」に教わりながら熱心に数学に取り組むテトラに対し徐々に親しく接するようになり、テトラがバーゼル問題を解くためのエレガントなアイデアを自力で思いついた姿を見てからは急速に仲良くなっていった。また、数学の話にちゃんとついてこようとするユーリのことも気に入っている。
数学の知識が非常に豊富で、作中においては「僕」・テトラ・ユーリへの指導役になることが多い。人に数学を教えることについてはかなり意識が高いようで、「僕」がテトラの解法の誤りをただ「ダメだ」と否定したときには蹴飛ばしながら「教師失格」だとたしなめたこともある。作中ではテトラやユーリのように何かを「ひらめく」ことはない。
問題を解いたときに、「はい、これで、ひと仕事おしまい」というのが口癖。
『ゲーデルの不完全性定理』で「僕」を遊園地に誘い観覧車に乗った際、高所恐怖症である事を思わせる発言をする。
数学を元にメロディーをよく作曲する。ピアノを弾くことができ、昼休みの音楽室でエィエィと連弾することもある。
昼食はチョコレートしか食べない。よくキットカットを食べているが、テトラにいつもお昼はキットカットなのかと質問されたときはトリュフのときもあると答えている。
一人称は「私」。「僕」とテトラは「ミルカさん」、ユーリは「ミルカさま」、エィエィは「ミルカたん」、リサは「ミルカ氏」と呼ぶ。
テトラ
「僕」と同じ中学出身で、「僕」やミルカより1年後輩の高校1年生。数学に苦手意識を持っていて、高校に入学後「僕」に数学を教えてほしいと願い出る。
小柄で短めの髪に大きな目が特徴の、素直で元気な美少女。「僕」はテトラのことをクルミをかじるリスだと表現したことがある。「僕」曰く「甘い匂いがする」らしい。
基本的に素直で、勉強を教えてもらっているときの「僕」の指示にはちゃんと従う。考えていることを顔に出す性格で、「僕」にとっては理解しているかどうかがすぐにわかるため話しやすいらしい。ジェスチャーが大きく、「僕」は「ちょっと落ち着きが足りない」と評している。「僕」の教室にも良く顔を出しているのか、「僕」のクラスメイトの間でも顔を覚えられている。クラスメイトからは「妹キャラ」「バタバタっ娘」などと呼称されたこともある。
普段は上級生の「僕」やミルカと一緒にいることが多いため丁寧語を使ってしゃべっているが、友達同士では男の子のようなしゃべり方もする。一度うっかり「僕」の前で地を出してしまって赤面したことがある。
自分の話を丁寧に聞いてくれる「僕」に対して尊敬と思慕の入り混じった感情を抱いている。
ミルカのことを「素敵」と思っている。同時に、自分は「あんなに素敵にはなれない」と「僕」の背中で泣いたことがある。
英語が趣味で、数学の問題を解いているときもたまに英単語を口にすることがある。
将来はコンピュータ関連の仕事に就きたいと考えているもののどんな分野に進むにせよ数学は必須と思っている部分もあり、それが数学を勉強する動機の一つとなっている。
そそっかしいという欠点があり、その欠点は数学に取り組むときにも条件をよく忘れるという形で現れる。しかし、以前学習した因数分解を全く別の問題だった三角関数に適用したり、ミルカの出したアーベル群に関する問題から、その問題をどんな人が必要としていたか推測するなど、応用力の高さや発展的思考のセンスには素晴らしいものがあり、ミルカでさえ驚くほどである。また、誰もが当然のものとして受け入れてしまいがちな盲点に疑問を抱くような着眼点の鋭さも持ち合わせている。
ペンケースに2つのアクセサリをつけている。1つは、細い銀色の金属を曲げて魚状にしたもの。もう1つは、シグマの形を模したもの（「僕」は最初アルファベットの「M」と見間違えた）。
一人称は「あたし」。「僕」は「テトラちゃん」、ミルカは「テトラ」、ユーリは「テトラさん」、エィエィは「テトラっち」、リサは「テトラ氏」と呼ぶ。
ユーリ
『フェルマーの最終定理』から登場。
中学2年生の女の子で、「僕」の従妹（母親同士が姉妹）。小さい頃から「僕」と一緒に遊んでおり、週末はよく「僕」の部屋に入り浸って本を読んでいる。
華奢な体形で、栗色の髪をポニーテールにしているのが特徴。セルフレームの眼鏡をかけていて、八重歯がある。ミルカが言うには、「僕」と耳の形が似ているらしい。ポニーテールを結ぶリボンにはいくつかのバリエーションがあるようで、作中では黄色のリボンやモスグリーンのリボンなどが登場した。「僕」曰く「ぽかぽかした日向の匂い」がするらしい。
「僕」と同じく一人っ子。
子供っぽく甘えんぼな性格で、甘えてくるときは語尾に「にゃあ」をつける。「僕」を慕っているようで、テトラを少しだけライバル視したこともある。ミルカには初対面から圧倒されており、尊崇の念を抱いている。
当初は「僕」が面白そうに取り組んでいることから興味を持った数学の世界だったが「僕」やミルカ、テトラと触れ合ううちに数学自体に深く興味を持つようになり「僕」の部屋で遊ぶときに自分から数学の話をしだすようになった。『フェルマーの最終定理』では、最後にははっきりと「数学は好き」と口に出すまでになった。
数学の問題に取り組むとき、条件を忘れたりすることがないのが特徴（条件をよく忘れるテトラがそのことを少し気にしていたことがある）。また問題文に書いてある情報を読み落とすこともなく、それがきっかけで「僕」にひらめきを与えることもあった。難しい問題に直面したとき、よく考えないうちに「わかんない」と答える傾向があったがミルカの矯正を受けてからは逃げずに問題に取り組むようになった。
論理的思考能力は非常に高くミルカの背景説明をたった一度聞いただけでフェルマーの最終定理を証明するために必要な論理展開を自力でまとめ上げ、解説してしまった。原始ピタゴラス数に関する証明問題も独自に解法を見つけ出してしまうなど非凡な数学的センスも持ち合わせている。数学の知識が足りないために完全な証明には至らないものの、ミルカは数学的センスのあるユーリをとても気に入っている。
足の骨に異常が見つかって、入院・手術したことがある。
よく「僕」の部屋に置いてあるキャンディを食べる。レモンが好きで、メロンは普通。ハッカは好きではない。
一人称は基本的に「ユーリ」だが、真面目に数学の話をするときなどは「私」になったりする。「僕」とミルカは「ユーリ」、テトラは「ユーリちゃん」と呼ぶ。
リサ
『乱択アルゴリズム』から登場。
高校1年生の女の子。姓は双倉（ならびくら）で双倉図書館の双倉博士の娘。人見知りで気が強い。ミルカさんともめることも度々ある。
肩までの長さの赤い髪を持つ。眼鏡はかけていない。基本的に無表情でときどき咳き込むことがある。ハスキーボイス。
常にノートブック・コンピュータを持ち歩き、高速で音を立てずにタイピングできる。キーボードには文字や数字が一切書かれていない。
ミルカに髪をいじられたり、からかわれることがあるが逆らえないようである。
「ちゃん」づけを嫌うのでミルカだけでなく「僕」もリサを呼び捨てにしている。

### その他の登場人物
エィエィ
ミルカの友達。「僕」やミルカと同学年だが、クラスは異なる。ピアノ愛好会「フォルティティシモ」のリーダーで、ミルカに劣らずの美少女。関西弁風のしゃべり方をする。授業時間以外のほとんどを音楽室のピアノの前で過ごしている。一人称は「うち」。「僕」は「エィエィ」と呼ぶ。ミルカ、テトラ、ユーリはエィエィを呼んだことがない。「僕」の母は「エィエィさん」と呼んでいた。
村木先生
「僕」達の通う高校の数学教師。「僕」曰く「変わりものだが自分達のことを気に入ってくれている」とのこと。
「僕」やミルカに数学の問題を出す。その出し方は問題の書かれたメッセージカードを1枚渡すだけで、その内容も説明文なしに数式だけという独特なもの。これは、問題設定の段階から自分で考えるようにという意図が含まれているためである。実際、ミルカが既に答えを知っている問題を出されたために即答したときも「答えがほしいわけじゃない。答えを知っているなら、この式から面白い問題を引き出して持ってくるように」と返したらしい。同じ問題でも相手のレベルに合わせてカードの内容を変えて出題するなど、教育者として生徒のことをよく考えている一面を見せる。後にテトラにもカードを渡すようになった。
都宮（つのみや）
「僕」のクラスメイト。「僕」曰く「学年トップで、スポーツも得意」とのこと。「僕」がいないときにはミルカの相手をさせられているようだが、辟易しているようである。
瑞谷（みずたに）女史
「僕」達の通う高校の図書室の司書。定時になると、静かに図書室の真ん中にきて下校時刻を宣言する人。濃い色の眼鏡をかけていて、表情がよくわからない。
「僕」の母
夜勉強をしている「僕」にココアを差し入れしたり、ミルカ・テトラ・ユーリたちが遊びにきてもきちんとおやつを出してくれたりする家庭的な母親である。もっとも「僕」にとってはココアの差し入れなどは子供扱いされているように感じ、少し不満なようである。元気いっぱいの人のようで、試験の打ち上げでミルカ・テトラ・エィエィがうちに来ると聞いたときは大喜びしていた。ミルカ曰く「「僕」と耳の形がそっくり」らしい。
女子生徒
テトラと似たような雰囲気の、元気タイプの女の子。数学が好きなようだ。一緒に数学を勉強している男子生徒がいる。

## 作中の用語

### フィボナッチ・サイン
テトラが「私は数学大好きですよ」というメッセージを伝える合図、挨拶としてフィボナッチ数列に基づくハンドサインを考えた。送り手は手を4回振りながら指で1、1、2、3を示し、受けた人が手をパーにして5を示して返すことでフィボナッチ数列の最初の5項が表現される。物語の終わりの別れでも、この挨拶が交わされた。

## 評価
2014年3月に日本数学会から日本数学会賞出版賞が贈られた。
小飼弾は2007年にこの作品は「怪書に快書」であり「まぎれもない一般向け数学書でありながら、同時にロマンスでもある」と評した。

## 作中に登場する数学のトピック
ここでは、作中に登場する数学のトピックを列挙する。重複しているトピックでも、複数の巻で登場するものであれば別々に記載している。

### 『数学ガール』
- 素数
- 数列
  - フィボナッチ数列
    - フィボナッチ数列の一般項

  - 等比数列
  - 階差数列
  - 漸化式
- 円周率
- 無限
  - 無限級数
- 約数
- 素因数分解
  - 素因数分解の一意性
- 絶対値
- 冪乗
- 方程式
- 恒等式
- 定義式
- 因数分解
- 項
- 三角関数
  - 倍角公式
  - サインカーブ
- 複素平面
- ド・モアブルの定理
- 母関数
- 不等式
  - 絶対不等式
- 相加相乗平均の関係式
- 平方根
- 微分
  - 導関数
- 極限
- 差分法
- 下降階乗冪
- 二項定理
- 検算
- カタラン数
- コンボリューション（畳み込み）
- 命題
- 要素
- 集合
- ゼータ関数（リーマンゼータ関数）
  - バーゼル問題
  - オイラー積
- 調和級数
- 対数関数
- オレームの証明
- 背理法
- 冪級数
  - 冪級数展開
- テイラー展開（作中で実際に使われたのはマクローリン展開）
- 代数学の基本定理
  - ガウスの証明
- 分割数
- 上界
- 数学的帰納法
- Hans Rademacherの式（英語版）

### 『フェルマーの最終定理』
- 素数
  - 時計巡回
    - 完全巡回
- 最大公約数
- 互いに素
- 数論
- 無限
- 原始ピタゴラス数
- 有理点
- 単位円
- 矛盾
  - 背理法
- 素因数
  - 素因数分解
    - 素因数分解の一意性
- 分数
  - 通分
  - 約分
  - 既約分数
- 最小公倍数
- 素数指数表現
- ルート2が有理数でないことの証明
- 負数
- 虚数
- 複素数
  - ガウス整数
  - 砕ける素数（正式な数学用語ではない）
- 極形式
- 鳩の巣原理
- 群
  - アーベル群
  - 既約剰余類群
- 集合
  - 空集合
- 二項演算
- 結合法則
- 単位元
- 逆元
- 交換法則
- 除法
  - 商
  - 余り（剰余）
  - 合同式
- 環
  - 整数環
  - 剰余環
- 分配法則
- 体
  - 有理数体
  - 有限体
- フェルマーの最終定理
  - FLT (6) の証明
  - FLT (4) の証明
  - 谷山・志村予想
  - フライ曲線（英語版）
  - 楕円曲線
  - 保型関数
    - モジュラー形式

  - ゼータ
- 無限降下法
- オイラーの式
  - オイラーの公式
  - オイラーの等式
- 冪級数
- テイラー展開

### 『ゲーデルの不完全性定理』
- 自己言及のパラドックス
- 論理クイズ
- ペアノの公理
  - 数学的帰納法
- 集合論
  - ラッセルのパラドックス
  - ド・モルガンの法則
- 写像
- 0.999...
- 極限
- 形式的体系
  - 論理式
  - 公理
  - 推論規則
  - 証明と定理
- イプシロン-デルタ論法
  - 連続
- 可算集合
- カントールの対角線論法
- 無矛盾性と完全性
  - 第一不完全性定理
  - 第二不完全性定理
  - ゲーデル数
- 同値関係
  - 反射律、対称律、推移律
- 商集合
- 三角関数
  - 単位円、弧度法
- 剰余、合同式
- ヒルベルト計画
- 論理式
- メタ数学
- 原始再帰的関数、述語
- 表現定理
- ω無矛盾

### 『乱択アルゴリズム』
- モンティ・ホール問題
- アルゴリズム
  - リニアサーチ
  - 擬似コード
  - アルゴリズム解析
- 順列
  - 樹形図
  - 階乗
- 組合せ
  - 二項定理
  - パスカルの三角形
- 確率論
  - 公理的確率
  - 標本空間
  - 確率分布
  - 確率変数
  - 期待値
- 線型性
- 二項分布
- クーポン収集問題
- ランダウの記号
- バイナリサーチ
- ソート
  - 比較木
- 不定
- 行列
  - 正則行列
  - ベクトル
  - 逆行列
  - 行列式
  - 線型変換
  - 対角行列
  - 固有値
- 充足可能性問題
  - 3-SAT
- P≠NP予想
  - NP完全問題
- 乱択アルゴリズム
  - ランダムウォーク
- 投票定理
- スターリングの近似
- クイックソート
- 調和数
- 対数関数
- 乱択クイックソート
- 乱数表

### 『ガロア理論』
- あみだくじ
- バブルソート
- 複素数
  - 虚数単位
  - 複素平面
  - 共役複素数
- 2次方程式
  - 解の公式
  - 解と係数の関係
  - 判別式
- 対称式
  - 基本対称式
  - 対称式の基本定理
- 体
  - 拡大体
  - 部分体
- 開平
- 群
  - 部分群、正規部分群
  - 対称群、置換群、交代群
  - 巡回群
  - アーベル群
  - 群の公理、結合法則、単位元、逆元
  - 生成元
  - 位数
- 因数分解
- 1のn乗根
- 正多角形
- 三角関数
- ド・モアブルの定理
- 円分多項式
- 互いに素
- 角の三等分問題
- 次元
- ねじれの位置
- 線型空間
  - 線型結合、ベクトル、基底、線型独立
- 拡大次数
- 3次方程式
  - チルンハウス変換、ラグランジュ・リゾルベント、カルダノの公式
- アーベル–ルフィニの定理
- 最小多項式
- 正規拡大
- ガロア対応
- 剰余類、剰余群
- ラグランジュの定理
- ガロア群
- ガロア理論
  - ガロア理論の基本定理

## 書誌情報

### 「数学ガール」シリーズ
1. 『数学ガール』ソフトバンク クリエイティブ〈数学ガール1〉、2007年6月27日。ISBN 978-4-7973-4137-9。
2. 『フェルマーの最終定理』ソフトバンク クリエイティブ〈数学ガール2〉、2008年7月30日。ISBN 978-4-7973-4526-1。
3. 『ゲーデルの不完全性定理』ソフトバンク クリエイティブ〈数学ガール3〉、2009年10月26日。ISBN 978-4-7973-5296-2。
4. 『乱択アルゴリズム』ソフトバンク クリエイティブ〈数学ガール4〉、2011年2月26日。ISBN 978-4-7973-6100-1。
5. 『ガロア理論』ソフトバンク クリエイティブ〈数学ガール5〉、2012年5月30日。ISBN 978-4-7973-6754-6。
6. 『ポアンカレ予想』ソフトバンク クリエイティブ〈数学ガール6〉、2018年4月23日。ISBN 978-4-7973-8478-9。

### 講演集
1. 『数学ガールの誕生　理想の数学対話を求めて』ソフトバンク クリエイティブ、2013年9月14日。ISBN 978-4-7973-7325-7。

### 「数学ガールの秘密ノート」シリーズ
1. 『式とグラフ』ソフトバンククリエイティブ〈数学ガールの秘密ノート1〉、2013年7月17日。ISBN 978-4-7973-7414-8。
2. 『整数で遊ぼう』ソフトバンク クリエイティブ〈数学ガールの秘密ノート2〉、2013年12月18日。ISBN 978-4-7973-7415-5。
3. 『丸い三角関数』ソフトバンク クリエイティブ〈数学ガールの秘密ノート3〉、2014年4月24日。ISBN 978-4-7973-7568-8。
4. 『数列の広場』ソフトバンク クリエイティブ〈数学ガールの秘密ノート4〉、2014年10月18日。ISBN 978-4-7973-7569-5。
5. 『微分を追いかけて』ソフトバンク クリエイティブ〈数学ガールの秘密ノート5〉、2015年4月18日。ISBN 978-4-7973-8231-0。
6. 『ベクトルの真実』ソフトバンク クリエイティブ〈数学ガールの秘密ノート6〉、2015年11月18日。ISBN 978-4-7973-8232-7。
7. 『場合の数』ソフトバンク クリエイティブ〈数学ガールの秘密ノート7〉、2016年4月20日。ISBN 978-4-7973-8711-7。
8. 『やさしい統計』ソフトバンク クリエイティブ〈数学ガールの秘密ノート8〉、2016年10月29日。ISBN 978-4-7973-8712-4。
9. 『積分を見つめて』ソフトバンク クリエイティブ〈数学ガールの秘密ノート9〉、2017年6月30日。ISBN 978-4-7973-9138-1。
10. 『行列が描くもの』ソフトバンク クリエイティブ〈数学ガールの秘密ノート10〉、2018年10月17日。ISBN 978-4-7973-9530-3。
11. 『ビットとバイナリー』ソフトバンク クリエイティブ〈数学ガールの秘密ノート11〉、2019年7月19日。ISBN 978-4-7973-9139-8。
12. 『学ぶための対話』ソフトバンク クリエイティブ〈数学ガールの秘密ノート12〉、2019年11月23日。ISBN 978-4-8156-0399-1。
13. 『複素数の広がり』ソフトバンク クリエイティブ〈数学ガールの秘密ノート13〉、2020年7月8日。ISBN 978-4-8156-0602-2。
14. 『確率の冒険』ソフトバンク クリエイティブ〈数学ガールの秘密ノート14〉、2020年11月21日。ISBN 978-4-8156-0603-9。
15. 『図形の証明』ソフトバンククリエイティブ〈数学ガールの秘密ノート15〉、2022年3月11日。ISBN 978-4-8156-0976-4。
16. 『数を作ろう』ソフトバンククリエイティブ〈数学ガールの秘密ノート16〉、2023年4月27日。ISBN 978-4-8156-1541-3。

### 「数学ガールの物理ノート」シリーズ
1. 『ニュートン力学』ソフトバンク クリエイティブ〈数学ガールの物理ノート1〉、2021年7月16日。ISBN 978-4-8156-0977-1。
2. 『波の重ね合わせ』ソフトバンク クリエイティブ〈数学ガールの物理ノート2〉、2022年9月17日。ISBN 978-4-8156-1540-6。

## メディア展開

### 漫画
漫画の雑誌連載と、それぞれの単行本を示す。
- 『数学ガール』が『月刊コミックフラッパー』2008年4月号〜2009年6月号に連載された。作画担当は日坂水柯。
  1. 『数学ガール』 上、日坂水柯画、メディアファクトリー〈MFコミックス フラッパーシリーズ〉、2008年11月30日初版発行（11月22日発売）。ISBN 978-4-8401-2292-4。
  2. 『数学ガール』 下、日坂水柯画、メディアファクトリー〈MFコミックス フラッパーシリーズ〉、2009年7月31日初版発行（7月23日発売）。ISBN 978-4-8401-2586-4。
- 数学ガール『フェルマーの最終定理』が『月刊コミックフラッパー』2010年10月号〜2013年5月号に連載された。作画担当は春日旬。
  1. 『フェルマーの最終定理』 (1)巻、春日旬画、メディアファクトリー〈数学ガール、MFコミックス フラッパーシリーズ〉、2011年4月23日。ISBN 978-4-8401-3793-5。
  2. 『フェルマーの最終定理』 (2)巻、春日旬画、メディアファクトリー〈数学ガール、MFコミックス フラッパーシリーズ〉、2012年2月23日。ISBN 978-4-8401-4422-3。
  3. 『フェルマーの最終定理』 (3)巻、春日旬画、メディアファクトリー〈数学ガール、MFコミックス フラッパーシリーズ〉、2013年5月23日。ISBN 978-4-8401-5015-6。
- 数学ガール『ゲーデルの不完全性定理』が『月刊コミックアライブ』2010年12月号〜2011年12月号に連載された。作画担当は茉崎ミユキ。
  1. 『ゲーデルの不完全性定理』 (1)巻、茉崎ミユキ画、メディアファクトリー〈数学ガール、MFコミックス アライブシリーズ〉、2011年4月23日。ISBN 978-4-8401-3788-1。
  2. 『ゲーデルの不完全性定理』 (2)巻、茉崎ミユキ画、メディアファクトリー〈数学ガール、MFコミックス アライブシリーズ〉、2012年1月23日。ISBN 978-4-8401-4096-6。

### 翻訳版
- 英語
  1. Yuki, Hiroshi , Tony Gonzales 訳 (2011). Math Girls. Bento Books, Inc.. ISBN 978-0983951308
  2. Yuki, Hiroshi (2012). Fermat's Last Theorem. Math Girls. 2. Joseph Reeder (redactor), Tony Gonzalez (traductor). Bento Books, Inc.. ISBN 978-0983951322
- 中国語繁体字： 結城浩 (2008). 數學少女. SDwing（挿絵）. 青文出版社. ISBN 978-986-209-372-6
- 中国語簡体字： 结城浩、 朱一飞 訳 (2009). 数学女孩. 安徽教育出版社. ISBN 978-7533653576
- 朝鮮語： 유키 히로시 (2008). 수학 걸 . 동아일보（東亜日報）. ISBN 978-89-7090-552-5